# Aimone II di Ginevra
Aimone (Aimón in spagnolo, Aymon in francese, in tedesco e in inglese; circa 1245 – 18 novembre 1280) fu conte di Ginevra dal 1265 sino alla sua morte.

## Origine
Secondo il documento n° XLIII delle Preuves delle Mémoires et documents publiés par la Société d'histoire et d'archeologie, Volume 7, Aimone era il figlio primogenito del Conte di Ginevra, Rodolfo (Roberto, vescovo di Ginevra lo cita come suo nipote) e della moglie, Maria de la Tour du Pin ( † dopo il 1266), figlia di Alberto III de la Tour du Pin , appartenente alla potente famiglia del Delfinato; il contratto di matrimonio è riportato nel documento n° 141 del Peter der Zweite, Graf von Savoyen, Markgraf in Italien, Volume 4, come conferma anche il documento n° REG 0/0/1/737 degli Archives de l'Abbaye de Saint-Maurice.

Secondo il documento n° XXXVIII delle Preuves delle Mémoires et documents publiés par la Société d'histoire et d'archeologie, Volume 4, Rodolfo di Ginevra era il figlio primogenito del Conte di Ginevra, Guglielmo II e della sua seconda moglie, Alice, come conferma anche Le Grand dictionnaire historique, Volume 5, che cita Alice come appartenente alla potente famiglia del Delfinato, de la Tour du Pin, forse figlia di Alberto II. Lo storico Matthieu De La Corbière ritiene tuttavia che Alice appartenesse alla famiglia dei signori di Faucigny.

## Biografia
Suo padre, Rodolfo morì il 29 maggio 1265 e Aimone, figlio primogenito, gli succedette (Aimone II, conte di Ginevra), come da documento n° REG 0/0/1/986 degli Archives de l'Abbaye de Saint-Maurice.
Il potere di Aimone II, conte di Ginevra, sulla città è ridotto, come dimostra il trattato del 23 agosto 1267, tra il conte di Savoia, Pietro II e il vescovo di Ginevra, riportato nel documento n° REG 0/0/1/1017 degli Archives de l'Abbaye de Saint-Maurice.
Suo padre, Rodolfo, morendo lasciò ai figli, un debito di circa 10.000 marchi d'argento (parte della somma da pagare, concordata nel 1237, come da documenti degli Archives de l'Abbaye de Saint-Maurice n° REG 0/0/1/708 e n° 716) nei confronti di Pietro II di Savoia, che nel 1268, condonò 2.000 marchi, come da testamento di Pietro II riportato nel documento n° REG 0/0/1/1028 degli Archives de l'Abbaye de Saint-Maurice.
Nel 1271, secondo il documento n° REG 0/0/1/1070 degli Archives de l'Abbaye de Saint-Maurice, Aimone dovette indennizzare il nuovo conte di Savoia, Filippo I, per evitare l'assedio del castello di La Roche, colpevole di aver danneggiato ed ingiuriato proprietà e dipendenti della contea di Savoia.
Nel 1273, secondo il documento n° REG 0/0/1/1104 degli Archives de l'Abbaye de Saint-Maurice, Aimone fornì una dote di 40.000 Livre tournois alla cugina Eleonora (figlia dello zio Enrico), per il matrimonio con il principe di Orange, Bertrando IV, che rinunciavano a tutti i diritti sulle proprietà di Enrico.

In quello stesso anno, lo zio, Guido, vescovo di Langres, rinunciò a favore di Aimone II, conte di Ginevra, a tutte le proprietà, che gli aveva ceduto la nipote Eleonora come da documento n° REG 0/0/1/1105 degli Archives de l'Abbaye de Saint-Maurice.
Nel 1275, secondo il documento n° REG 0/0/1/1117 degli Archives de l'Abbaye de Saint-Maurice, lo zio Amedeo, vescovo di Die, nel suo testamento, lasciò Aimone II erede di tutti i suoi beni nella contea di Ginevra.
Aimone II il 18 novembre 1280, secondo il documento n° REG 0/0/1/1170 degli Archives de l'Abbaye de Saint-Maurice fece testamento, lasciando eredi le sue due figlie, ma rimettendosi alla decisione degli esecutori testamentari di lasciare la contea ad uno dei suoi fratelli, purché le sue due figlie fossero ben maritate e ricevessero una dote; inoltre, oltre diversi lasciti, stabiliva che la sua seconda moglie, Costanza di Béarn potesse continuare a vivere nella contea di Ginevra

Aimone II morì in quello stesso giorno, il 18 novembre 1280, come viene confermato dal documento n° REG 0/0/1/1171 degli Archives de l'Abbaye de Saint-Maurice e gli succedette il fratello, Amedeo, come Amedeo II, conte di Ginevra, che già il 22 novembre ricevette un omaggio.

## Matrimoni e discendenza
Nel 1271 circa, Aimone II aveva sposato Agnese di Montfaucon ( † 1278), figlia di Amedeo III signore di Montfaucon; il matrimonio viene indirettamente confermato dal documento n° 1406 del Regeste genevois, in cui la figlia Giovanna cita come propri genitori, Aimone II (son père le comte Aimon) e Agnese (sa mère Agnès de Montfaucon).

Aimone II da Agnese ebbe due figlie: 
- Giovanna ( † dopo il 1296), che aveva sposato Philippe de Vienne, signore di Pagny, e che, col documento n° 1406 del Regeste genevois, assieme al marito rinunciava ad ogni rivendicazione sulla contea di Ginevra in cambio di 2000 lire di Vienne e una rendita annuale di 200 lire, da parte di suo zio, il conte Amedeo II[18];
- Contessa ( † dopo il 1302), che aveva sposato Giovanni di Vienne, signore di Roulans e Mirebel, e che, secondo il documento n° 1239 del Regeste genevois, assieme al marito, nel 1286, rendeva omaggio allo zio, il conte Amedeo II[20], e poi, nel 1302, sempre col marito, rinunciò ad ogni rivendicazione sulla contea di Ginevra in cambio di 4000 lire di Vienne, da parte dello zio, Amedeo II, come conferma anche il documento n° REG 0/0/1/1501 degli Archives de l'Abbaye de Saint-Maurice[21].

Dopo la morte di Agnese, Aimone si sposò in seconde nozze con Costanza di Béarn, che, secondo la La Vasconie. Tables Généalogiques, era la figlia primogenita del Visconte di Béarn, Gastone VII e della Contessa di Bigorre e viscontessa di Marsan, Mathe di Matha, figlia della Contessa de Bigorre, Petronilla e del suo quinto marito, Bosone di Matha († 1247), signore di Cognac, come viene confermato dal documentato n° I del Procès pour la possession du comté de Bigorre (1254-1503); il matrimonio venne organizzato dalla sua matrigna di Costanza, Beatrice di Savoia: il documento n° 1162 del Regeste genevois riporta di una lettera del re d'Inghilterra, Edoardo I, che consiglia Costanza di accondiscendere al matrimonio con Aimone II, definito cugino dallo stesso Edoardo I, mentre il documento n° 1263 sempre del Regeste genevois riporta il contratto di matrimonio, redatto a Parigi, tra Aimone II e Costanza.

Aimone II da Costanza non ebbe figli.

## Ascendenza
|                               |   |                              | Genitori             |  |  | Nonni |  |  | Bisnonni               |  |  | Trisnonni           |  |
|                               |   |                              |                      |  |  |       |  |  | Guglielmo I di Ginevra |  |  | Amedeo I di Ginevra |  |
|                               |   |                              |                      |  |  |       |  |  | Guglielmo I di Ginevra |  |  | Amedeo I di Ginevra |  |
|                               |   | Matilde di Cuiseaux          |                      |  |  |       |  |  | Guglielmo I di Ginevra |  |  |                     |  |
| Guglielmo II di Ginevra       |   |                              |                      |  |  |       |  |  | Guglielmo I di Ginevra |  |  |                     |  |
|                               |   | Beatrice di Faucigny         | Aimone I di Faucigny |  |  |       |  |  |                        |  |  |                     |  |
|                               |   | Beatrice di Faucigny         | Aimone I di Faucigny |  |  |       |  |  |                        |  |  |                     |  |
|                               |   | Beatrice di Faucigny         | Clémence de Briançon |  |  |       |  |  |                        |  |  |                     |  |
| Rodolfo di Ginevra            |   | Beatrice di Faucigny         |                      |  |  |       |  |  |                        |  |  |                     |  |
|                               |   | Alberto II de la Tour du Pin | …                    |  |  |       |  |  |                        |  |  |                     |  |
|                               |   | Alberto II de la Tour du Pin | …                    |  |  |       |  |  |                        |  |  |                     |  |
|                               |   | Alberto II de la Tour du Pin | …                    |  |  |       |  |  |                        |  |  |                     |  |
| Alice de la Tour du Pin       |   | Alberto II de la Tour du Pin |                      |  |  |       |  |  |                        |  |  |                     |  |
|                               |   | …                            | …                    |  |  |       |  |  |                        |  |  |                     |  |
|                               |   | …                            | …                    |  |  |       |  |  |                        |  |  |                     |  |
|                               |   | …                            | …                    |  |  |       |  |  |                        |  |  |                     |  |
| Aimone II di Ginevra          |   | …                            |                      |  |  |       |  |  |                        |  |  |                     |  |
|                               | … | …                            |                      |  |  |       |  |  |                        |  |  |                     |  |
|                               | … | …                            |                      |  |  |       |  |  |                        |  |  |                     |  |
|                               | … | …                            |                      |  |  |       |  |  |                        |  |  |                     |  |
| Alberto III de la Tour du Pin | … |                              |                      |  |  |       |  |  |                        |  |  |                     |  |
|                               |   | …                            | …                    |  |  |       |  |  |                        |  |  |                     |  |
|                               |   | …                            | …                    |  |  |       |  |  |                        |  |  |                     |  |
|                               |   | …                            | …                    |  |  |       |  |  |                        |  |  |                     |  |
| Maria de la Tour du Pin       |   | …                            |                      |  |  |       |  |  |                        |  |  |                     |  |
|                               |   | …                            | …                    |  |  |       |  |  |                        |  |  |                     |  |
|                               |   | …                            | …                    |  |  |       |  |  |                        |  |  |                     |  |
|                               |   | …                            | …                    |  |  |       |  |  |                        |  |  |                     |  |
| Stefano III d'Auxonne         |   | …                            |                      |  |  |       |  |  |                        |  |  |                     |  |
|                               |   | …                            | …                    |  |  |       |  |  |                        |  |  |                     |  |
|                               |   | …                            | …                    |  |  |       |  |  |                        |  |  |                     |  |
|                               |   | …                            | …                    |  |  |       |  |  |                        |  |  |                     |  |
|                               |   | …                            |                      |  |  |       |  |  |                        |  |  |                     |  |

### Fonti primarie
- (LA)  (FR)  Procès pour la possession du comté de Bigorre (1254-1503).
- (LA)  (FR)  Archives historiques de l'Abbaye de Saint-Maurice.
- (LA)  Peter der Zweite, Graf von Savoyen, Markgraf in Italien, Volume 4.
- (LA, FR)  #ES Mémoires et documents, Volume 4, Preuves.
- (LA, FR)  #ES Mémoires et documents, Volume 7, Preuves.

### Letteratura storiografica
- (FR)  Le Grand dictionnaire historique, Volume 5.
- (FR)  LA VASCONIE.
- (FR)  Paul Lullin, Charles Le Fort, Régeste genevois: Répertoire chronologique et analytique des documents imprimés relatifs à l'histoire de la ville et du diocèse de Genève avant l'année 1312, Société d'histoire et d'archéologie de Genève, 1866.